# Карибски пирати: Проклятието на Черната перла
„Карибски пирати: Проклятието на Черната перла“ (на английски: Pirates of the Caribbean: The Curse of the Black Pearl) е американски приключенски филм от 2003 година с участието на Джони Деп (капитан Джак Спароу), Орландо Блум (Уил Търнър), Джефри Ръш (Хектор Барбоса) и Кийра Найтли (Елизабет Суон).
Филмът е режисиран от Гор Вербински и продуциран от Джери Брукхаймър. Карибски пирати печели 654 милиона долара. Последват го 4 продължения – Сандъкът на мъртвеца, На края на света, В непознати води, Отмъщението на Салазар.
Филмът има пет номинации за награди Оскар през 2004 г. за най-добър актьор, грим, звук, монтаж на звукови ефекти и визуални ефекти.

## Кратък преглед
Внимание:  Текстът по-долу разкрива сюжета на произведението (или части от него)!
Уил Търнър е млад ковач, влюбен в Елизабет Суон, дъщеря на губернатора. Една нощ градът е нападнат от пиратския кораб „Черната перла“, чийто екипаж, предвождан от капитана Хектор Барбоса, е прокълнат заради алчността си да са нито живи, нито мъртви. Наглед те са обикновени хора, но не могат да бъдат убити, и не изпитват удоволствията от живота, а лунната светлина разкрива истинската им същност – живи скелети. За да развалят проклятието, им е нужна кръв от някогашния член на екипажа Бил „Каиша“ Търнър, а тъй като той вече не е жив – от някой, в когото тече кръвта му. Елизабет се представя пред тях с името Елизабет Търнър, и те я вземат по погрешка за дъщеря на Бил Търнър, и я отвличат.
Уил Търнър решава да я спаси, но не получава подкрепа от другите. Единствената му надежда е хвърленият в тъмница Джак Спароу. Уил го измъква срещу обещание да окаже помощ в освобождаването на Елизабет. Хитрият и изобретателен Джак обаче има и своя цел – да си върне „Черната перла“, на която е бил капитан, преди Барбоса да организира бунт срещу него...

## Дублаж
На 21 декември 2008 г. Нова телевизия излъчва филма с български дублаж за телевизията. Дублажът е от Арс Диджитал Студио. Екипът се състои от:
| Преводач             | Иван Иванов                                                                 |
| Озвучаващи артисти   | Елена Русалиева Николай Николов Владимир Пенев Здравко Методиев Васил Бинев |
| Режисьор на дублажа  | Яна Янева                                                                   |
| Техническа обработка | Арс Диджитал Студио                                                         |
| Тонрежисьор          | Михаил Михайлов                                                             |